# Касселс, Коул
Коул Касселс (англ. Cole Cassels, род. 4 мая 1995) — американский профессиональный хоккеист, центральный нападающий, в настоящее время выступающий за ЦСКА в Континентальной хоккейной лиге (КХЛ).

## Игровая карьера
В первые годы, проведённые в «Огайо Эй-Эй-Эй Блю Джекетс», он играл в юниорской хоккейной лиге за «Ошава Дженералз», выиграв Мемориальный кубок с командой в 2015 году. В 2013 году он был выбран «Ванкувер Кэнакс» в третьем раунде (85-е место в общем зачёте). В 2013 году он подписал контракт с «Кэнакс» на начальном уровне.
По окончании контракта новичка с «Кэнакс», в котором он играл исключительно за филиал Американской хоккейной лиги «Ютика Кометс», «Кэнакс» не сделали ему квалификационного предложения, и 25 июня 2018 года он стал свободным агентом.
31 июля 2018 года Касселс подписал свой первый контракт за границей, согласившись на годичное соглашение с немецким клубом «Гриззлис Вольфсбург» из DEL. В свой единственный сезон в «Гриззлис» в 2018—2019 годах Касселс набрал 23 очка в 50 играх, а 8 марта 2019 года покинул клуб в качестве свободного агента.
В преддверии сезона 2019—2020 он вернулся в АХЛ, приняв участие в тренировочном лагере «Бельвиль Сенаторз». После освобождения из «Бельвиля» Касселс возобновил свою карьеру в Северной Америке, согласившись на контракт с «Юта Гриззлис» из ECHL 2 октября 2019 года. Он сыграл 7 матчей за «Гриззлис», набрав 10 очков, прежде чем 1 ноября 2019 года вернулся в «Бельвиль» по контракту профессионального отбора. Касселс провел за «Бельвиль» 24 матча, забив 3 гола и набрав 8 очков, прежде чем перейти в другой клуб АХЛ, «Уилкс». -Барре/«Скрэнтон Пингвинз» в заключении контракта с АХЛ до конца сезона 4 января 2020 года.
По окончании контракта с «Пингвинз» Касселс в качестве свободного агента решил продолжить карьеру в «Сенаторз» и 29 октября 2020 года вернулся в «Бельвиль» по однолетнему контракту с АХЛ.
30 июля 2021 года Касселс продлил свою карьеру в АХЛ, подписав контракт на один год с «Кливленд Монстерс», филиалом «Коламбус Блю Джекетс».
В качестве свободного агента из Monsters organization Касселс во второй раз в своей карьере уехал в Европу, согласившись на однолетний контракт со шведским клубом Södertälje SK из HockeyAllsvenskan 26 июля 2022 года. Касселс отдал всего 2 результативные передачи в 13 играх, чтобы начать сезон 2022-23 с Södertälje SK, прежде чем решил покинуть Швецию и вернуться в АХЛ, подписав однолетний контракт на второй срок. с «Бельвиль Сенаторз» 2 ноября 2022 года.
12 сентября 2023 года Касселс продолжил свою карьеру в АХЛ, перейдя в качестве свободного агента в «Сан-Хосе Барракуда» по контракту на один год. В сезоне 2023-24 Касселс стал одним из лидеров «Барракуды» по результативности, забив 11 голов и набрав 45 очков в 67 матчах регулярного сезона, но клуб не попал в плей-офф.
По окончании контракта с «Барракудой» Касселс решил покинуть АХЛ и 16 мая 2024 года подписал годичный контракт с российским клубом «Авангард» из КХЛ.